# 胡定一 (外交官)
胡定一（1921年—），四川省巴縣南坪鄉（今屬重庆市）人，中华人民共和国政治人物。其父胡為楷為光緒二十八年壬寅補行庚子辛丑恩正併科四川鄉試第一名解元，曾任京師地方審判廳民庭庭長。
1985年，担任中华人民共和国驻大不列颠及北爱尔兰联合王国特命全权大使。